# مصطفى محمد (لاعب كرة قدم مصري)
مصطفى محمد أحمد عبد الله (مواليد 28 نوفمبر 1997) هو لاعب كرة قدم مصري، من ناشئي نادي الزمالك ويلعب حاليًا لنادي نانت في الدوري الفرنسي في مركز الهجوم.

شارك مع منتخب مصر للشباب في تصفيات بطولة أفريقيا، وأحرز هدفًا أمام المنتخب الأنجولي.

## مسيرته الكروية

### الزمالك
كشف محمود الخواجة نجم الزمالك الأسبق، عن تفاصيل انضمام مصطفى محمد إلى الزمالك، وقال إن مصطفى محمد دخل قطاع الناشئين خلال تدريبات الفريق بملاعب أحد الجامعات في مدينة 6 أكتوبر حيث لم يملك القطاع ملاعب في النادي وقتها. وطلب اللاعب منه النزول للإختبار مع اللاعبين ووقتها كان الخواجة رئيس قطاع الناشئين بالزمالك وطلب من نصر إبراهيم مدرب الناشئين ضمه في العمر السني الخاص به وتأكدنا من قدراته الفنية.

### طنطا
في 29 أغسطس 2017 انضم لنادي طنطا لمدة موسم على سبيل الإعارة في فترة الانتقالات الصيفية.
في موسم 2017-18، سجل مصطفى محمد سبعة أهداف هذا الموسم مع طنطا، أحتل بهم صدارة هدافي فريقه.

### طلائع الجيش
لعب عام 2018 لنادي طلائع الجيش على سبيل الإعارة من نادي الزمالك.
تألق اللاعب مع فريق طلائع الجيش، وسجل 12 هدفا، وصنع 5 أهداف خلال 29 مباراة.

### العودة للزمالك
في 02 يناير 2020، سجل مصطفي محمد هدفاً في الدقيقة 41في المباراة بين الزمالك وأسوان ضمن مباريات الجولة الـ 11 للدوري المقامة باستاد القاهرة.
في 28 يناير 2020، سجل مصطفى محمد هدفاً في الدقيقة 16، من تسديدة بعيدة المدى فشل حارس وادي دجلة في التصدى لها في مواجهة الزمالك امام وادي دجلة، التي إنتهت بنتيجة هدف لكل فريق.
في 04 يونيو 2020، رشحت مجلة فرانس فوتبول الفرنسية الشهيرة مهاجم نادي الزمالك الشاب مصطفى محمد للاحتراف في أوروبا ضمن ثلاثة مواهب صاعدة في القارة الأفريقية مرشحة للتألق. بعد المستويات الرائعة التي قدمها اللاعب صاحب الـ22 عاما، سواء مع فريقه أو المنتخب الأولمبى، الذي نجح في قيادته للتتويج بكأس أمم أفريقيا تحت 23 عاما، وبالتالى اللعب في أولمبياد طوكيو.
في 22 أغسطس 2020، سجل مصطفى محمد الهدف الثاني للزمالك في الدقيقة الـ72 بعدما استغل عرضية أرسلها حازم إمام داخل المنطقة ليروضها ببراعة أمام ياسر إبراهيم ويسددها بقدمه اليسرى على الطائر في الزاوية اليمنى لمرمى الحارس محمد الشناوي في المباراة التي إنتهت بفوز الزمالك 3-1 علي الأهلي.
في 5 نوفمبر 2020، قال حسام البدرى، المدير الفنى للمنتخب الوطنى المصري، في المؤتمر الصحفى:
| مصطفى محمد (لاعب كرة قدم مصري) | قدرات مصطفى محمد عالية للغاية ولكن هدفنا هو رفع قدراته، وأعتقد أن تصريحاتى رفعت من مستواه بشكل كبير. | مصطفى محمد (لاعب كرة قدم مصري) |

في 17 ديسمبر 2020، سجل مصطفى محمد هدف الزمالك الأول في مرمى بيراميدز في المباراة التي إنتهت بنتيجة التعادل 1-1 على استاد الدفاع الجوي.
في 31 ديسمبر 2020، قام نادي سانت اتيان بإرسال وفدًا إلى مصر من أجل الدخول في مفاوضات مع نادي الزمالك بصورة رسمية حول التعاقد مع مصطفى محمد خلال فترة الانتقالات الشتوية القادمة. تمسك مسئولو نادى الزمالك بالحصول على قيمة احتراف مصطفى محمد مهاجم الفريق الكروى الأول، بشكل فورى وبدون تقسيط، حيث كان الخلاف مع نادى سانت إيتيان الفرنسى، على طريقة سداد قيمة الصفقة التي بلغت 5 ملايين دولار، حيث طلب الفريق الفرنسى سداد المبلغ على دفعتين الأولى في يناير الحالى بقيمة 3 ملايين دولار والدفعة الثانية بقيمة مليوني دولار في شهير يناير المقبل، وهو ما رفضه مسئولى الزمالك، قبل أن يتم غلق باب المفاوضات بسبب تصريحات رئيس سانت أتيان واتهامه بوجود أحد الأشخاص طلب عمولة لتسهيل الصفقة.
في 09 يناير 2021، اعترف فاتح تريم المدير الفني لنادي جالاتا سراي التركي، باهتمام ناديه بـ مصطفى محمد مهاجم الزمالك. وقال المدرب التركي خلال مؤتمر صحفي عقب اكتساح غنتشلربيرليغي بسداسية نظيفة في الدوري التركي:
| مصطفى محمد (لاعب كرة قدم مصري) | نحاول ضم مصطفى محمد، وعرفان قهوجي، وإدين فيشكا، وهنري أونيكورو، نعمل على انتداب لاعبين موهوبين | مصطفى محمد (لاعب كرة قدم مصري) |

في 22 يناير 2021، أعلن الاتحاد الإفريقي لكرة القدم «كاف» عن إيقاف مصطفى محمد 4 مباريات علي خلفية أحداث الشغب التي حدثت في مباراة الأهلي. كاف ذكر في بيانه أن مصطفى محمد وحسين الشحات أدينا بتبادل الضربات بينهما مما أثار جدلاً بين باقي الجهازين ولاعبي الناديين. تم طرد كلا اللاعبين من قبل الحكم وتم إيقافهما تلقائيًا لمباراتين كعقوبة فورية على البطاقة الحمراء، قبل أن تقرر اللجنة توقيع الإيقاف 4 مباريات عليهما. قرر مسئولو نادى الزمالك الاستئناف على عقوبة ايقاف مصطفى محمد، بعد القرار الذي أعلنته لجنة الانضباط بالكاف، بالإضافة إلى غرامة قدرها 10 آلاف دولار على نادى الزمالك بسبب سوء سلوك لاعبيه، على خلفية الأحداث التي تبعت مباراة نهائي القرن بين الأهلي والزمالك بدوري أبطال أفريقيا.

### غلطة سراي

#### موسم 2020-21
في 28 يناير 2021، أعلن نادي الزمالك إعارة مصطفى محمد لاعب الفريق، إلى غلطة سراي التركي مقابل مليوني دولار، لمدة موسم ونصف، مع وضع بند في العقد يقضي بأحقية الشراء حتى 31 ديسمبر 2022 مقابل 4 ملايين دولار بشرط موافقة الزمالك. ولو لم يوافق الزمالك فمن حقه بيعه لمن يدفع أكثر.
في 01 فبراير 2021، وصل مصطفي محمد إلى تركيا واستقبل مسئولو غلطة سراى نجم الزمالك السابق في المطار، وحرص عدد من الأشخاص المتواجدين على التقاط الصور مع النجم المصرى.
في 03 فبراير 2021، سجل مصطفي محمد هدفاً في الدقيقة 90 من ضربة جزاء وساهم في فوز فريق غلطة سراي بثلاثية نظيفة على حساب باشاك شهير في المباراة التي أقيمت على أرضية ملعب استاد تورك تليكوم أرينا ضمن مباريات الجولة 23 من منافسات الدوري التركي.
في 6 فبراير 2021، سجل مصطفى محمد هدف فريقه الوحيد في فوز غلطه سراي علي فنربخشة بهدف دون رد في اللقاء الذي جاء ضمن قمة الأسبوع الـ24 من منافسات الدوري التركي.
في 10 فبراير 2021، سجل مصطفى محمد هدفا وساهم في آخر، في هزيمة فريقه أمام ألانيا سبور بثلاثة أهداف مقابل هدفين في ربع نهائي كأس تركيا ليودع غلطة سراي البطولة.
في 27 فبراير 2021، سجل مصطفي محمد أول ثنائية في مسيرته مع غلطة سراي في شباك أرضروم سبور في المباراة التي فاز بها غلطة سراي سراي بهدفين مقابل لا شيء على ملعب تورك تيليكوم أرينا، ضمن مباريات الجولة الـ27 من الدوري التركي.
في 5 مارس 2021، أصدرت لجنة الانضباط في الاتحاد التركي لكرة القدم قرارًا بإيقاف مصطفى محمد مباراة واحدة بعد طرده أمام أنقرة جوتشو، وتوقيع غرامة مالية عليه.
في 11 مايو 2021، سجل مصطفى محمد ثنائية في انتصار فريقه غلطة سراي على مضيفه دينيزلي سبور بنتيجة 4-1 في الجولة 41 من الدوري التركي.

#### موسم 2021-22
في 03 أكتوبر 2021، سجل محمد هدفين في الدقيقتين 5 و75 في المباراة بين غلطة سراي وريزه سبور والتي إنتهت بفوز غلطة سراي بنتيجة 3-2 ضمن منافسات الدوري التركي الأول لكرة القدم.
في 17 أكتوبر 2021، سجل مصطفى محمد هدفاً لفريقه غلطة سراي في شباك قونيا سبور في المباراة التي جمعت الفريقين إنتهت بفوز غلطة سراي بنتيجة 1-0 ضمن منافسات الجولة التاسعة من الدوري التركي لكرة القدم.

### نانت الفرنسي

#### موسم 2022-23
في 22 يوليو 2022، أعلن نادي نانت الفرنسي، عن توصله لاتفاق مع غلطة سراي التركي، من أجل ضم المهاجم المصري مصطفى محمد.
وقال مصطفي محمد بعد إنتقاله في تصريحات لوكالة أنباء دوغان:
| مصطفى محمد (لاعب كرة قدم مصري) | سأحاول بذل قصارى جهدي من أجل التتويج بالبطولات، لقد عشت لحظات جيدة للغاية هنا. أتمنى أن أعود إلى غلطة سراي مرة أخرى | مصطفى محمد (لاعب كرة قدم مصري) |

في 28 أغسطس 2022، سجل المصرى مصطفى محمد، أول أهدافه في الدوري الفرنسي مع فريقه أمام نادي تولوز بعدما شارك في الدقيقة 46 ومن بداية الشوط الثانى، حيث حل بدلا من زميله ماركوس كوكو، ضمن منافسات الجولة الرابعة من عمر بطولة الدوري الفرنسي الممتاز.
في 31 أغسطس 2022، نجح مصطفى محمد في تسجيل هدف التعادل لفريق نانت في المباراة التي أقيمت أمام نادي ستراسبورغ، ضمن منافسات الجولة الخامسة من مسابقة الدوري الفرنسي الممتاز.
في 30 أكتوبر 2022، سجل مصطفى محمد هدف التعادل لفريق نانت في المباراة التي أقيمت أمام نادي كليرمون فوت في الجولة الـ12 من عمر الدوري الفرنسي الممتاز.

## مسيرته الدولية

### منتخب مصر الاوليمبي
في 14 نوفمبر 2019، تصدر مصطفى محمد مهاجم منتخب مصر الأوليمبي، ترتيب هدافي بطولة كأس الأمم الأفريقية تحت 23 سنة التي أقيمت في مصر برصيد 4 أهداف، حيث سجل هدفا في شباك مالي وغانا وهدفين أمام الكاميرون خلال مباريات الدور الأول بالبطولة. وحقق منتخب مصر لقب أمم إفريقيا تحت 23 عاما، لأول مرة على حساب كوت ديفوار وضمن كلا المنتخبين تذكرة أوليمبياد طوكيو 2020، بجانب منتخب جنوب إفريقيا صاحب المركز الثالث.

### منتخب مصر الأول
في 06 سبتمبر 2021، سجل مصطفى محمد هدف التعادل أمام منتخب الجابون، في المباراة التي أقيمت بينهما على ملعب فرانسفيل في الجولة الثانية في تصفيات كأس العالم 2022.
في 11 أكتوبر 2021، سجل مصطفي محمد مهاجم منتخب مصر الهدف الثاني للمنتخب المصري، أمام ليبيا، في المباراة التي أقيمت علي ملعب شهداء بنينا بالعاصمة الليبية بنغازي، في تصفيات كأس العالم 2022.

## إحصائيات مشاركاته
آخر تحديث في 10 فبراير 2021

### مع الأندية
| الفريق                | الموسم                | الدوري  | الدوري | الكأس   | الكأس | البطولات القارية | البطولات القارية | بطولات أخرى | بطولات أخرى | الإجمالي | الإجمالي |
| الفريق                | الموسم                | مشاركات | أهداف  | مشاركات | أهداف | مشاركات          | أهداف            | مشاركات     | أهداف       | مشاركات  | أهداف    |
| --------------------- | --------------------- | ------- | ------ | ------- | ----- | ---------------- | ---------------- | ----------- | ----------- | -------- | -------- |
| الداخلية              | 2016–2017             | 16      | 3      | 1       | 1     | —                | —                | —           | —           | 17       | 4        |
| الداخلية              | الإجمالي              | 16      | 3      | 1       | 1     | —                | —                | —           | —           | 17       | 4        |
| الزمالك               | 2016–2017             | 0       | 0      | 0       | 0     | 0                | 0                | 2           | 0           | 2        | 0        |
| الزمالك               | 2020-2019             | 29      | 11     | 2       | 0     | 11               | 9                | 1           | 0           | 43       | 20       |
| الزمالك               | 2021-2020             | 4       | 2      | 0       | 0     | 0                | 0                | 0           | 0           | 4        | 2        |
| الزمالك               | الإجمالي              | 33      | 13     | 2       | 0     | 13               | 9                | 3           | 0           | 49       | 22       |
| طنطا                  | 2017–2018             | 23      | 6      | 0       | 0     | —                | —                | —           | —           | 23       | 6        |
| طنطا                  | الإجمالي              | 23      | 6      | 0       | 0     | —                | —                | —           | —           | 23       | 6        |
| طلائع الجيش           | 2018–2019             | 29      | 12     | 0       | 0     | —                | —                | —           | —           | 29       | 12       |
| طلائع الجيش           | الإجمالي              | 29      | 12     | 0       | 0     | —                | —                | —           | —           | 29       | 12       |
| غلطه سراي             | 2020–2021             | 16      | 8      | 1       | 1     | 0                | 0                | 0           | 0           | 17       | 9        |
| غلطه سراي             | 2021–2022             |         |        |         |       |                  |                  |             |             |          |          |
| غلطه سراي             | الإجمالي              | 3       | 3      | 1       | 1     | 0                | 0                | 0           | 0           | 4        | 4        |
| نانت                  | 2022–2023             |         |        |         |       |                  |                  |             |             | '        | '        |
| نانت                  | 2023–2024             |         |        |         |       |                  |                  |             |             |          |          |
| نانت                  | الإجمالي              | 3       | 3      | 1       | 1     | 0                | 0                | 0           | 0           | 4        | 4        |
| إجمالي مسيرته الكروية | إجمالي مسيرته الكروية | 104     | 37     | 3       | 1     | 13               | 9                | 3           | 0           | 122      | 47       |

## الأهداف الدولية
آخر تحديث المباراة التي لعبت في 28 يناير 2024.
| المنتخب الوطني | السنة   | المشاركات | الأهداف |
| -------------- | ------- | --------- | ------- |
| مصر            | 2019    | 2         | 0       |
| مصر            | 2020    | 2         | 0       |
| مصر            | 2021    | 5         | 2       |
| مصر            | 2022    | 14        | 4       |
| مصر            | 2023    | 9         | 2       |
| مصر            | 2024    | 5         | 4       |
| المجموع        | المجموع | 37        | 12      |

تسرد النتائج والنتائج حصيلة أهداف مصر أولا.
| #  | التاريخ        | الملعب                                        | الخصم                       | الهدف | النتيجة      | المنافسة                        |
| -- | -------------- | --------------------------------------------- | --------------------------- | ----- | ------------ | ------------------------------- |
| 1  | 5 أكتوبر 2021  | ملعب فرانسفيل، فرانسفيل، الجابون              | الجابون                     | 1–1   | 1–1          | تصفيات كأس العالم 2022          |
| 2  | 11 أكتوبر 2021 | ملعب 28 مارس، بنغازي، ليبيا                   | ليبيا                       | 2–0   | 3–0          | تصفيات كأس العالم 2022          |
| 3  | 5 يونيو 2022   | ستاد القاهرة الدولي، القاهرة، مصر             | غينيا                       | 1–0   | 1–0          | تصفيات كأس الأمم الإفريقية 2023 |
| 4  | 14 يونيو 2022  | ملعب سول، سول، كوريا الجنوبية                 | كوريا الجنوبية              | 1–2   | 1–4          | مباراة ودية                     |
| 5  | 23 سبتمبر 2022 | ملعب برج العرب، القاهرة، مصر                  | النيجر                      | 2–0   | 3–0          | مباراة ودية                     |
| 6  | 18 نوفمبر 2022 | ملعب جابر الأحمد الدولي، مدينة الكويت، الكويت | بلجيكا                      | 1–0   | 2–1          | مباراة ودية                     |
| 7  | 14 يونيو 2023  | ملعب مراكش، مراكش، المغرب                     | غينيا                       | 2–1   | 2–1          | تصفيات كأس الأمم الإفريقية 2023 |
| 8  | 16 نوفمبر 2023 | ستاد القاهرة الدولي، القاهرة، مصر             | جيبوتي                      | 5–0   | 6–0          | تصفيات كأس العالم 2026          |
| 9  | 14 يناير 2024  | ملعب فيليكس هوفويت-بواني، أبيدجان، ساحل العاج | موزمبيق                     | 1–0   | 2–2          | كأس الأمم الإفريقية 2023        |
| 10 | 18 يناير 2024  | ملعب فيليكس هوفويت-بواني، أبيدجان، ساحل العاج | غانا                        | 2–2   | 2–2          | كأس الأمم الإفريقية 2023        |
| 11 | 22 يناير 2024  | ملعب فيليكس هوفويت-بواني، أبيدجان، ساحل العاج | الرأس الأخضر                | 2–1   | 2–2          | كأس الأمم الإفريقية 2023        |
| 12 | 28 يناير 2024  | ملعب لوران بوكو، سان بيدرو، ساحل العاج        | جمهورية الكونغو الديمقراطية | 1–1   | 1–1 (ب.و.إ.) | كأس الأمم الإفريقية 2023        |

## حياته الشخصية
في 10 يونيو 2020، احتفل اللاعب مصطفى محمد بحفل زفافه على عروسه حياة سلامة، حيث أقيم الحفل في شكل أسرى مصغر طبقا للقرارات التي أعلنتها مجلس الوزراء بمنع التجمعات وغلق كل الفنادق الخاصة بالافراح، اللاعب فضل الاستقرار الأسرى للتركيز مع كرة القدم مع عودة النشاط الكروى في الفترة المقبلة.

## الإنجازات

### الزمالك
- كأس مصر: 2018-19
- كأس السوبر المصري: 2019-20
- كأس السوبر الإفريقي: 2020
- دوري أبطال أفريقيا: الوصيف 2019-20

### مصر
- كأس الأمم الأفريقية تحت 23 سنة: 2019

### فردي
- هداف كأس الأمم الأفريقية تحت 23 سنة: 2019

## روابط خارجية
- مصطفى محمد أحمد على موقع الاتحاد الأوربي (الإنجليزية)
- مصطفى محمد أحمد على موقع اتحاد تركيا (لاعب) (الإنجليزية)
- مصطفى محمد أحمد على موقع رابطة كرة القدم الفرنسية للمحترفين (الإنجليزية)
- مصطفى محمد أحمد على موقع إي إس بي إن إف سي (الإنجليزية)
- مصطفى محمد أحمد على موقع قاعدة بيانات كرة القدم.إي يو (الإنجليزية)
- مصطفى محمد أحمد على موقع ليكيب (الفرنسية)
- مصطفى محمد أحمد على موقع ناشيونال فوتبول تيمز (الإنجليزية)
- مصطفى محمد أحمد على موقع Soccerbase.com (لاعب) (الإنجليزية)
- مصطفى محمد أحمد على موقع Soccerway.com (الإنجليزية)
- مصطفى محمد أحمد على موقع عالم كرة القدم.نت (الإنجليزية)